# Запорізьке (Пологівський район)
Запорі́зьке — село в Україні, у Розівській селищній громаді Пологівського району Запорізької області. Населення становить 143 осіб. До 2018 року орган місцевого самоврядування — Солодководненська сільська рада.

## Географія
Село Запорізьке розташоване за 167 км від обласного центру та 72 км від районного центру. Сусідні села: Верхівка (1 км) та Іванівка (1,5 км). Селом тече пересихаючий струмок із загатою.

## Історія
12 червня 2020 року, відповідно до розпорядження Кабінету Міністрів України № 713-р «Про визначення адміністративних центрів та затвердження територій територіальних громад Запорізької області», увійшло до складу Розівської селищної громади.
17 липня 2020 року, в результаті адміністративно-територіальної реформи та ліквідації  Розівського району, село увійшло до складу новоутвореного Пологівського району.
Село тимчасово окуповане російськими військами 24 лютого 2022 року, в ході повномасштабного російського вторгнення в Україну.